# Totale harmonische vervorming
De total harmonic distortion, of THD, in het Nederlands Totale harmonische vervorming van een signaal is de meting van de aanwezige harmonische vervorming en is gedefinieerd als de verhouding van de som van de vermogens van alle harmonische componenten of harmonischen tot het vermogen van de  fundamentele frequentie of grondtoon.
Hoe lager de THD, hoe beter. Bijvoorbeeld, lage THD waarden zorgen ervoor dat een luidspreker, versterker, microfoon of een andere component een viool laten klinken als een viool wanneer het terug afgespeeld wordt, en niet als een cello of gewoonweg een vervormd geluid. 

## Uitleg
In de meeste gevallen is de transferfunctie  van een systeem lineair en tijdsonafhankelijk. Wanneer een signaal door een niet-lineair systeem gaat, wordt er supplementair signaal of ruis toegevoegd aan de harmonische frequentie van het origineel signaal. THD is de meting van deze toegevoegde vervorming.

Animatie van een blokgolf naarmate het aantal harmonischen stijgt

De meting is meestal de verhouding van de som van de vermogens van alle harmonische frequenties boven de fundamentele frequentie tot het vermogen van de fundamentele frequentie:
{\displaystyle {\mbox{THD}}={\sum {\mbox{totaal vermogen}} \over {\mbox{vermogen van de fundamentele frequentie}}}={{P_{2}+P_{3}+P_{4}+\cdots +P_{n}} \over P_{1}}}
Andere berekeningen met amplitudes, spanningen, stromen en dergelijke zijn evenwaardig. Voor een spanningssignaal is de verhouding van het kwadraat van de spanningen of  RMS equivalent met de vermogen verhouding:
{\displaystyle {\mbox{THD}}={{V_{2}^{2}+V_{3}^{2}+V_{4}^{2}+\cdots +V_{n}^{2}} \over V_{1}^{2}}}
in deze berekening, Vn betekent de RMS spanning van de nde harmonische, wanneer n=1 is dit de fundamentele harmonischen  . Men kan de THD ook berekenen met alle harmonischen (n=∝):
{\displaystyle {\mbox{THD}}={{V_{RMS}^{2}-V_{1}^{2}} \over V_{1}^{2}}}
Andere definities zijn ook in gebruik. Verschillende auteurs definiëren THD als een amplitudeverhouding eerder dan als een vermogenverhouding. Dit resulteert in een definitie van THD die de vierkantswortel is van deze hierboven aangeduid. In geval van spanningen wordt de definitie de volgende:
{\displaystyle {\mbox{THD}}={{\sqrt {V_{2}^{2}+V_{3}^{2}+V_{4}^{2}+\cdots +V_{n}^{2}}} \over V_{1}}}
Deze laatste definitie is deze die het meest gebruikt wordt wanneer men de audio vervorming (percentage THD) wil specifiëren. Het is betreurenswaardig dat beide tegenstrijdige definities van THD (een als een vermogensverhouding en een als een amplitudeverhouding) beiden in gebruik zijn. Indien de THD uitgedrukt wordt in dB zijn beide definities evenwaardig en equivalent. Noteer evenwel dat dit niet het geval is indien de THD uitgedrukt is in procent.
Een meting moet ook specifiëren hoe het gemeten is.  Metingen om de THD te berekenen zijn gemaakt bij een bepaalde output van een toestel en onder specifieke condities.  De THD is meestal uitgedrukt in procent als vervormingsfactor of in dB als vervormingsverzwakking.  Een betekenisvolle meting moet het aantal harmonischen omvatten.
Je kunt ook de THD op een andere manier berekenen. Zoals eerder vermeld, kun je delen door de fundamentele harmonischen, maar je kunt ook delen door een vastgestelde waarde. Als je bijvoorbeeld de THD van de spanning wilt bepalen, kun je kiezen voor een vaste waarde zoals 230V, aangezien de netspanning kan variëren. Door te delen door een constante waarde krijg je een vast referentiepunt.

## THD+N
THD+N betekent totale harmonische vervorming plus ruis.  Deze meting is veel gebruikelijker en is een betere vergelijkingsbasis tussen de verschillende toestellen. Deze wordt meestal gemeten door een sinusgolf aan te leggen aan de ingang, bandsperfilter op de uitgang in kwestie, en meting van de verhouding tussen het uitgangssignaal met en zonder de sinusgolf:
{\displaystyle {\mbox{THD+N}}={\sum {\mbox{harmonisch vermogen}}+{\mbox{ruis vermogen}} \over {\mbox{totaal output vermogen}}}}
Een ernstige meting moet de bandbreedte van de meting omvatten. Deze meting bevat de effecten van intermodulatievervorming, interferentie, en zo verder, in de plaats van enkel de harmonishe vervorming.
Voor een gegeven ingangsamplitude en frequentie, THD+N is gelijk aan de SINAD (Signal-to-noise and distortion ratio), indien de bandbreedte van de ruismeting dezelfde is voor beide (de Nyquist bandbreedte)